# Surrounded (álbum de Björk)
Surrounded es un box set lanzado en junio de 2006, que contiene siete álbumes de Björk en formato DualDisc.
El Dual Disc contiene cada álbum en la capa del CD con mezcla estéreo 2.1, y en la capa del DVD contiene cada álbum remasterizado en formato Dolby Digital y estéreo 5.1, además el lado del DVD contiene los videos correspondientes de cada época, según el álbum dónde aparecen.

## Contenido
1. Debut
2. Post
3. Homogenic
4. Selmasongs
5. Vespertine
6. Medúlla
7. Drawing Restraint 9

Ciertas canciones se presentan en versiones distintas de las editadas originalmente en los álbumes:
- "I Miss You" de Post fue re-grababada.
- "In The Musicals" de Selmasongs es una versión editada.
- La versión 5.1 de "All Is Full of Love" de Homogenic es la versión editada para el videoclip que la acompaña, no el Choice Mix, el cual aparece originalmente en el álbum.
- La versión 5.1 "Hyper-Ballad" de Post aparece en la versión editada para el videoclip.

- Datos: Q539723